# Mestre Prunac
Pour l’article homonyme, voir Prunac.
Mestre Prunac, nom de plume de Jacme Libertat, né en 1787 et mort en 1865 à Sète, était un boulanger et poète occitan.
Il compose Las Fougassas de Mestre Prunac en 1861. Il fait partie du courant des Poètas Obrièrs d'expression occitane.